# コンビニ (ブリーフ&トランクスの曲)
『コンビニ』は、ブリーフ&トランクスの楽曲である。1999年11月20日に6作目のシングルとして発売された。

## 解説
ブリーフ&トランクスの6作目のシングルとして発売。アルバム『ボクらのエキス』のシングルカット曲として発売された。発売当時セールスチャート上位になることはなかったが、表題曲は有線放送、ラジオを中心に話題となった。また解散後となる2009年ごろから楽曲をモチーフとして手書きMAD動画も多く制作されており、『ひとりのうた』とともにネット動画でブリトラを知るきっかけとなる楽曲のひとつとされる。
カップリング曲2曲は長らくアルバムに収録されず、2014年の再結成後に再発売された『ブリトラ』に犬女、『戦後最大のハーモニー』にデザイアがボーナストラックとして初収録。
プロモーションビデオには当時同じ事務所であったことから、ブレイク前のだいたひかるが出演するほか、ダンサーの中川たけしが出演。2名は翌年発売、『権力ハニー』のプロモーションビデオにも出演している。
2018年にセルフカバーベストアルバム『ブリトラBESTバイブル』発売にあたり、ミュージックビデオもセルフカバーを意識して作り直され、再びだいたひかるが出演している。

## 収録曲
1. コンビニ
作詞・作曲:伊藤多賀之、編曲:ブリーフ&トランクス
2. 犬女
作詞・作曲:伊藤多賀之、編曲:ブリーフ&トランクス
3. デザイア
作詞・作曲:伊藤多賀之、編曲:ブリーフ&トランクス

## 収録CD

### コンビニ
- ボクらのエキス（1999年9月1日）
- BURITORA GOLDEN BEST（2000年12月6日）
- ブリトラBESTバイブルⅠ~家族で聴いても恥ずかしくない曲集~（2018年3月21日）20周年バージョン収録

### 犬女
- ブリトラ（2014年07月30日、VIVID SOUNDからの再発売版）

### デザイア
- 戦後最大のハーモニー（2014年07月30日、VIVID SOUNDからの再発売版）
- ブリトラBESTバイブルⅡ~ひとりでこっそり聴いた方がいい曲集~ (20周年バージョン収録)